# Ертон Фейзуллаху
Ертон Фейзуллаху (швед. Erton Fejzullahu, нар. 9 квітня 1988, Косовська Мітровіца) — шведський футболіст, нападник.
Виступав, зокрема, за клуби «Копенгаген», «Неймеген» та «Юргорден», а також національну збірну Косова.
Дворазовий чемпіон Данії.

## Особисте життя
Фейзуллаху народився в місті Косовська Мітровіца, СФР Юголславія. Він переїхав до Швеції у 3-річному віці та провів своє дитинство у містечко Карлсгамн. Він має косовський[a], албанський та шведський паспорти. Раніше Федерація футболу Албанії викликала нападника, проте Ертон відхилив цей виклик через бажання представляти на міжнародній арені Швецію.

## Клубна кар'єра

### Молоді роки
Фейзуллаху розпочав навчання в футбольній академії клубу «Гогадальс», а в 2005 році перейшов до данського «Копенгагена».

### М'єльбю
У січні 2007 року повернувся до Швеції та підписав контракт з клубом «М'єльбю», який на той час виступав у Супереттані, це був найсильніший клуб поряд з його рідним містом. У цьому клубі він пробився до основного клубу, і в сезоні 2009 року здійснив справжній прорив на старті своєї кар'єри, де в Супереттані відзначився 13-ма голами в 14-ти матчах, а також відіграв ключову роль у складі соєї команди в кубку Швеції, в якому «М'єльбю» вибив з турніру представників Аллсвенскана.

### Неймеген
17 липня 2009 року Фейзуллаху підписав 4-річний контракт з представником Ередивізі «Неймегеном». Його кар'єра в нідерландському клубі розпочалася дуже вдало, у своєму першому ж сезоні став гравцем основного складу. У наступному сезоні почав отримувати менше ігрового часу, тому був відданий в оренду данському клубу «Раннерс». У сезоні 2011 року на правах оренди також виступав у клубі «М'єльбю» з Аллсвенскану. Спочатку він виступав у своєму колишньому клубі. Фейзуллаху пізніше пояснив, що це було пов'язано з його поганим психологічним настроєм та фізичною формою. Першу частину наступного сезону Ертон продовжив свої виступи в шведському клубі, де, нарешті, продовжив демонструвати непогану фізичну форму, забивши 6 м'ячів у 15-ти поєдинках. Оскільки термін орендної угоди Фейзуллаху завершувався влітку 2012 року, то «М'єльбю» спробував викупити його контракт, але клубу не вистачило на це коштів.

### Юргорден
«Юргорден» вирішив викупити контракт Ертона в нідерландського клубу за 10 мільйонів шведських крон. 31 липня 2012 року уклав контракт з клубом «Юргорден», за яким мав виступати в складі шведського клубу до літа 2016 року.

### Бейцзін Гоань
30 липня 2014 року дебютував у клубі «Бейцзін Гоань» як орендований гравець, відзначився 2-ма голами та 1 результативною передачею. 1 січня 2015 року Фейзуллаху підписав контракт з «Бейцзін Гоань», виступаючи знову на правах оренди.

### Далянь Трансенденс
25 січня 2016 року Ертон перейшов до клубу «Далянь Трансенденс» з Китайської Ліги 1.

### Сарпсборг 08
28 березня 2017 року перейшов до складу клубу «Сарпсборг 08» з клуби Елітесеріен, підписавши контракт до завершення Елітесеріен 2017 року. Відтоді встиг відіграти за команду із Сарпсборга 1 матч в національному чемпіонаті.

## Виступи за збірні
2005 року дебютував у складі юнацької збірної Швеції, взяв участь у 2 іграх на юнацькому рівні.
Протягом 2009–2010 років залучався до складу молодіжної збірної Швеції. На молодіжному рівні зіграв у 7 офіційних матчах, забив 7 голів.
У грудні 2012 року він вперше отримав виклик до національної збірної Швеції, на 3-матчевий тур у січні 2013 року. 23 січня 2013 року Фейзуллах дебютував за дорослу команду і відзначився голом, зрівнявши рахунок у нічийному (1:1) матчі проти Північної Кореї у Кубку Короля. Ертон відіграв увесь матч, а в серії післяматчевих пенальті його команда здобула перемогу. Завдяки цьому Швеція виграла неофіційний чемпіонат світу. У формі головної команди країни зіграв 6 матчів, забивши 3 голи.
У грудні 2014 року Фейзуллаху заявив представникам засобів масової інформації, що він, скоріш за все, буде гравцем збірної Албанії, оскільки він є етнічним албанцем, Швеція його проігнорувала. Ертон контактував з Федерацією футболу Албанії і, очікувалося, що його викличе головний тренер національної збірної Албанії Джанні Де Б'язі.
У березні 2015 року Фейзуллаху прийняв запрошення приєднатися до Косова, і він отримав виклик на неофіційні міжнародні контрольні матчі проти Айнтрахта та «Вердера», а 7 місяців по тому, 7 жовтня 2015 року, отримав виклик на товариський матч проти Екваторіальної Гвінеї

## Статистика виступів

### Статистика клубних виступів
| Сезон                   | Команда                 | Чемпіонат               | Чемпіонат | Чемпіонат | Національний кубок | Національний кубок | Національний кубок | Континентальні кубки | Континентальні кубки | Континентальні кубки | Інші змагання | Інші змагання | Інші змагання | Усього | Усього |
| Сезон                   | Команда                 | Ліга                    | Ігор      | Голів     | Ліга               | Ігор               | Голів              | Ліга                 | Ігор                 | Голів                | Ліга          | Ігор          | Голів         | Ігор   | Голів  |
| ----------------------- | ----------------------- | ----------------------- | --------- | --------- | ------------------ | ------------------ | ------------------ | -------------------- | -------------------- | -------------------- | ------------- | ------------- | ------------- | ------ | ------ |
| 2007                    | М'єльбю                 | С                       | 22        | 5         | КШ                 | 0                  | 0                  | -                    | -                    | -                    | -             | -             | -             | 22     | 5      |
| 2008                    | М'єльбю                 | С                       | 24        | 6         | КШ                 | 0                  | 0                  | -                    | -                    | -                    | -             | -             | -             | 24     | 6      |
| 2009                    | М'єльбю                 | С                       | 14        | 13        | КШ                 | 3                  | 3                  | -                    | -                    | -                    | -             | -             | -             | 17     | 16     |
| 2009–10                 | Неймеген                | ЕД                      | 29        | 3         | КН                 | 4                  | 1                  | -                    | -                    | -                    | -             | -             | -             | 33     | 4      |
| 2010-січ. 2011          | Неймеген                | ЕД                      | 8         | 0         | КН                 | 1                  | 0                  | -                    | -                    | -                    | -             | -             | -             | 9      | 0      |
| Усього Неймеген         | Усього Неймеген         | Усього Неймеген         | 37        | 3         |                    | 5                  | 1                  |                      | -                    | -                    |               | -             | -             | 42     | 4      |
| січ.-чер. 2011          | Раннерс                 | СЛ                      | 7         | 0         | КД                 | 1                  | 0                  | -                    | -                    | -                    | -             | -             | -             | 8      | 0      |
| сер.-гр. 2011           | М'єльбю                 | А                       | 6         | 0         | КШ                 | 0                  | 0                  | -                    | -                    | -                    | -             | -             | -             | 6      | 0      |
| 2012                    | М'єльбю                 | А                       | 15        | 6         | КШ                 | 0                  | 0                  | -                    | -                    | -                    | -             | -             | -             | 15     | 6      |
| Усього за М'єльбю       | Усього за М'єльбю       | Усього за М'єльбю       | 81        | 30        |                    | 3                  | 3                  |                      | -                    | -                    |               | -             | -             | 84     | 33     |
| чер.-січ. 2012          | Юргорден                | А                       | 13        | 7         | КШ                 | 1                  | 2                  | -                    | -                    | -                    | -             | -             | -             | 14     | 9      |
| 2013                    | Юргорден                | А                       | 27        | 7         | КШ                 | 7                  | 6                  | -                    | -                    | -                    | -             | -             | -             | 34     | 13     |
| 2014                    | Юргорден                | А                       | 13        | 9         | КШ                 | 3                  | 2                  | -                    | -                    | -                    | -             | -             | -             | 16     | 11     |
| Усього за Юргорден      | Усього за Юргорден      | Усього за Юргорден      | 53        | 23        |                    | 11                 | 10                 |                      | -                    | -                    |               | -             | -             | 64     | 33     |
| лип.-гр. 2014           | Бейцзін Гоань           | СК                      | 14        | 7         | КК                 | 1                  | 1                  | -                    | -                    | -                    | -             | -             | -             | 15     | 8      |
| 2015                    | Бейцзін Гоань           | СК                      | 17        | 5         | КК                 | 2                  | 1                  | ЛЧА                  | 6                    | 0                    | -             | -             | -             | 25     | 6      |
| Усього за Бейцзін Гоань | Усього за Бейцзін Гоань | Усього за Бейцзін Гоань | 31        | 12        |                    | 3                  | 2                  |                      | 6                    | 0                    |               | -             | -             | 40     | 14     |
| 2016                    | Далянь Трансенденс      | Л1                      | 7         | 1         | КК                 | ?                  | ?                  | -                    | -                    | -                    | -             | -             | -             | 7+     | 1+     |
| 2017                    | Сарпсборг 08            | ЕН                      | 0         | 0         | КН                 | 0                  | 0                  | -                    | -                    | -                    | -             | -             | -             | 0      | 0      |
| Усього за кар'єру       | Усього за кар'єру       | Усього за кар'єру       | 216       | 69        |                    | 23+                | 16+                |                      | 6                    | 0                    |               | -             | -             | 245+   | 85+    |

### Статистика виступів за збірну
| Дата      | Місто    | Господарі      | Результат | Гості  | Турнір           | Голи | Примітки |
| --------- | -------- | -------------- | --------- | ------ | ---------------- | ---- | -------- |
| 23-1-2013 | Чіангмай | Північна Корея | 1 – 1     | Швеція | Кубок Короля     | 1    | 64'      |
| 26-1-2013 | Чіангмай | Фінляндія      | 0 – 3     | Швеція | Кубок Короля     | -    | 41'      |
| 26-3-2013 | Жиліна   | Словаччина     | 0 – 0     | Швеція | товариський матч | -    | 62'      |
| 17-1-2014 | Абу-Дабі | Молдова        | 1 – 2     | Швеція | товариський матч | 2    | 71'      |
| 21-1-2014 | Абу-Дабі | Ісландія       | 0 – 2     | Швеція | товариський матч | -    |          |
| Усього    |          | Матчів         | 5         |        | Голів            | 3    |          |

### Голи за шведську збірну
| #  | Дата          | Місце                        | Суперник       | Рахунок | Результат | Змагання          |
| -- | ------------- | ---------------------------- | -------------- | ------- | --------- | ----------------- |
| 1. | 23 січня 2013 | «700-річчя», Чіангмай        | Північна Корея | 1–1     | 1–1       | Кубок Короля 2013 |
| 2. | 17 січня 2014 | «Мохамед Бін Заєд», Абу-Дабі | Молдова        | 1–1     | 2–1       | Товариський       |
| 3. | 17 січня 2014 | «Мохамед Бін Заєд», Абу-Дабі | Молдова        | 2–1     | 2–1       | Товариський       |

### Статистика виступів за збірну
| Матчі й голи Ертона Фейзуллаху за збірну Косова | Матчі й голи Ертона Фейзуллаху за збірну Косова | Матчі й голи Ертона Фейзуллаху за збірну Косова | Матчі й голи Ертона Фейзуллаху за збірну Косова | Матчі й голи Ертона Фейзуллаху за збірну Косова | Матчі й голи Ертона Фейзуллаху за збірну Косова | Матчі й голи Ертона Фейзуллаху за збірну Косова |
| №                                               | Дата                                            | Місце проведення                                | Суперник                                        | Рахунок                                         | Голи                                            | Змагання                                        |
| ----------------------------------------------- | ----------------------------------------------- | ----------------------------------------------- | ----------------------------------------------- | ----------------------------------------------- | ----------------------------------------------- | ----------------------------------------------- |
| 1                                               | 10 жовтня 2015                                  | Міський стадіон, Приштина                       | Екваторіальна Гвінея                            | 2:0                                             | —                                               | Товариський матч                                |

Загалом: 1 матч / 0 голів; eu-football.info [Архівовано 15 лютого 2018 у Wayback Machine.].

## Титули і досягнення

### Національні
- Чемпіон Данії («Копенгаген»):
  -  Чемпіон (2): 2005/06, 2006/07
- Супереттан
  -  Чемпіон (1): 2009 («М'єльбю»)

### Міжнародні
- Королівська ліга
  -  Чемпіон (1): 2005/06
- Кубок Короля
  -  Володар (1): 2013